# Тиберий Клавдий Нерон (легат)
Тибе́рий Кла́вдий Неро́н (лат. Tiberius Claudius Nerо; умер после 63 года до н. э.) — римский военачальник и политический деятель из патрицианского рода Клавдиев, легат Помпея во время войны со средиземноморскими пиратами (67 год до н. э.). Дед императора Тиберия.

## Биография
Тиберий Клавдий принадлежал к одному из самых знатных и влиятельных патрицианских родов Рима, имевшему сабинское происхождение. Первым носителем когномена «Нерон» (Nero) стал младший из сыновей Аппия Клавдия Цека. Известно, что отец Тиберия Клавдия носил преномен «Тиберий», а дед — «Аппий».
Первые упоминания о Тиберии Клавдии в источниках относятся к 79 году до н. э., когда он заведовал чеканкой монет. В 67 году он был одним из подчинённых Гнея Помпея Великого, начавшего борьбу с пиратством на Средиземном море. Нерону было поручено стеречь Гадитанский пролив.
Канадский исследователь Р. Броутон на основании одного фрагмента у Саллюстия допускает возможность занятия Тиберием претуры в период до 67 года до н. э. 5 декабря 63 до н. э., обсуждая дальнейшую судьбу катилинариев, Нерон умолял сенат заменить высшую меру наказания тюремным заключением до тех пор, пока не изгонят вооружённой силой Катилину и не расследуют детально всё дело; тем не менее заговорщики тем же вечером были казнены.

## Потомки
От брака с неизвестной женщиной у Клавдия родился сын, который, как и его отец, достиг претуры (42 год до н. э.); через него Нерон приходится дедом второму римскому императору. Существует также предположение, что зятем Тиберия Клавдия мог быть Квинт Волузий, префект на Киликии в 51—50 годах до н. э.